# Taxodium
Genre
Classification phylogénétique
Taxodium est un genre de conifères qui comprend trois espèces de la famille des Taxodiaceae en classification classique, et des Cupressaceae en classification phylogénétique. Deux de ces espèces, Taxodium ascendens et Taxodium distichum, ont un feuillage caduc, alors que celui de Taxodium mucronatum est persistant comme chez la plupart de conifères. Le nom Taxodium vient du latin taxus, désignant l'if et du grec εἶδος (eidos), signifiant « forme », « semblable à ». Cette étymologie fait référence à son feuillage qui ressemble à celui de l'if.

## Liste des espèces
- Taxodium ascendens Brongn. -- Cyprès des étangs
- Taxodium distichum (L.) L.C. Rich. -- Cyprès chauve
  - Taxodium distichum var. distichum (L.) Rich.
- Taxodium mucronatum Ten. -- Cyprès de marais mexicain

## Liens externes

Pneumatophores du Cyprès chauve de Louisiane